# Droit de non-paternité
Als droit de non-paternité (französisch, deutsch wörtlich „Recht auf Nichturheberschaft“; sinngemäß auch Recht auf Anerkennung der Nichturheberschaft) bezeichnet man in den Rechtswissenschaften das Recht, sich gegen die Behauptung zur Wehr setzen zu können, Urheber eines Werkes oder anderen Erzeugnisses zu sein, das in Wahrheit ein anderer geschaffen hat. In den Rechtsordnungen, die ein allgemeines droit de non-paternité vorsehen, ist es üblicherweise entweder Bestandteil des (allgemeinen) Persönlichkeitsrechts oder des Urheberrechts. Daneben können durch die Falschbezeichnung der Urheberschaft je nach Konstellation auch andere Rechte (etwa das Lauterkeitsrecht) verletzt werden.

## Nationale Regelungen

### Deutschland

#### Allgemeines Persönlichkeitsrecht
Ein Nichtanerkennungsrecht ist nach deutscher Rechtslage üblicherweise als Ausfluss des allgemeinen Persönlichkeitsrechts anerkannt. Das allgemeine Persönlichkeitsrecht ist ein im Ausgang aus Art. 2 Abs. 1 in Verbindung mit Art. 1 Abs. 1 Grundgesetz abgeleitetes, im Wesentlichen richterrechtlich entwickeltes Rechtsinstitut, das als „unbenanntes Freiheitsrecht“ dem Zweck dient, Beeinträchtigungen der engeren persönlichen Lebenssphäre, der Selbstbestimmung und der Grundbedingungen der Persönlichkeitsentfaltung abzuwehren. Das Kammergericht sah vor diesem Hintergrund bereits in einer Entscheidung aus dem Jahr 1965 in der Behauptung eines Verlags, ein von ihm verlegter Roman habe als Vorlage für einen bestimmten Film gedient, eine Persönlichkeitsrechtsverletzung zu Lasten des Romanautors, der dadurch eine „Schädigung“ dergestalt erfahren habe, „daß ihm als angesehenem Schriftsteller ein fremdes Werk […] zugeschoben wurde“, und dies auch unabhängig von dessen Qualität, da es „niemand […] hinzunehmen [braucht], daß ein fremdes Werk als das seine ausgegeben wird, und da auf diese Weise ferner die Gefahr besteht, bezichtigt zu werden, er schmücke sich mit fremden Federn“. Der Bundesgerichtshof stellte in seiner Nolde-Entscheidung aus dem Jahr 1990 fest, dass ein Auf-den-Markt-Bringen von Aquarellen, die im Stile und nach Motiven Emil Noldes gemalt und mit seinem Namenszug versehen sind, eine „schwerwiegende Beeinträchtigung der Künstlerpersönlichkeit“ Noldes darstelle und auf diese Weise in sein allgemeines Persönlichkeitsrecht eingreife. Die Abwehrmöglichkeit aus dem allgemeinen Persönlichkeitsrecht besteht über den Tod des Betroffenen hinaus fort (postmortales Persönlichkeitsrecht); in der Nolde-Entscheidung wurde deshalb auch das mehr als dreißigjährige Zurückliegen von Noldes Tod nicht als Hinderungsgrund für einen entsprechenden Anspruch angesehen.

#### Namensrecht
Das Namensrecht (§ 12 Bürgerliches Gesetzbuch) einer natürlichen Person wird verletzt, wenn ein Dritter ihren Namen unbefugt gebraucht, dadurch eine sogenannte Zuordnungsverwirrung auslöst und schutzwürdige Interessen des Namensträgers verletzt. Für den Namensgebrauch ist es nicht erforderlich, dass der Name etwa zur Bezeichnung einer Ware oder Dienstleistung verwendet wird; im Sinne eines droit de non-paternité liegt wohl auch in der Fehlangabe auf einem Gemälde ein Gebrauch des fremden Namens. Die reine Fehlzuweisung an einen Dritten im Rahmen bloßer Namensnennung, etwa im Rahmen einer Veröffentlichung, führt für sich genommen hingegen mangels Gebrauchs nicht schon zu einer Verletzung des Namensrechts. Das Namensrecht scheidet als Anspruchsgrundlage nach der Rechtsprechung des Bundesgerichtshofs auch bei der postmortalen Behauptung der Urheberschaft aus, da es mit dem Tod des Namensträgers erlischt.

#### Urheberrecht
Das deutsche Urheberrechtsgesetz (UrhG) sieht in § 13 ein Recht auf Anerkennung der Urheberschaft am Werk vor. Hieraus ergibt sich zwar ein Namensnennungsanspruch des Urhebers, nicht jedoch nach der ganz herrschenden Meinung ein Anspruch eines Dritten gegen die falsche Zuschreibung eines fremden Werkes zu ihm. Ein Abwehranspruch gegen die Fehlzuschreibung wäre unter urheberrechtlichen Gesichtspunkten nur denkbar, wenn eigene Urheberrechte des Zuschreibungsempfängers in das fragliche Werk hineinwirken: Ein Fälscher beispielsweise, der ein Gemälde in so enger Anlehnung an ein bestehendes Werk eines bekannten Künstlers schafft, dass er dieses damit bearbeitet (§ 3 UrhG) bzw. bearbeitet oder umgestaltet (§ 23 UrhG), und anschließend die (gefälschte) Signatur des bekannten Künstlers auf dem Bild anbringt, will und wird damit regelmäßig den Eindruck erwecken, dass der bekannte Künstler Schöpfer des gesamten (bearbeiteten) Werkes wäre. In dieser Konstellation hätte der Künstler auch aus seinem Anerkennungsrecht unter Umständen einen Nichtbenennungsanspruch gegen den Fälscher, weil § 13 UrhG nach gängiger Ansicht auch das Recht umfasst, eine Urheberbezeichnung zu fordern, aus der seine Funktion (hier also etwa: bloße Urheberschaft am unbearbeiteten Werk) hervorgeht. Darüber hinausgehend schlägt Gantz vor, im Spezialfall, bei dem ein Kunstwerk eines Urhebers zusammen mit Stilfälschungen eines Fälschers in derselben Ausstellung gezeigt wird, einen aus dem Integritätsrecht des § 14 UrhG abgeleiteten Anspruch auf Nichtnennung seines Namens zu gewähren.

#### Rechtspolitische Diskussion
Teilweise wird in der Literatur eine Ausweitung des droit de non-paternité befürwortet. Gantz konstatiert eine „postmortale Schutzlücke“ zwischen dem Ende des Schutzes aus dem (mit der Zeit verblassenden) allgemeinen Persönlichkeitsrecht und der regulären urheberrechtlichen Schutzfrist von 70 Jahren (ab dem Tod des Urhebers). Er regt als vorzugswürdig eine kennzeichenrechtliche Lösung an, bei der der Begriff der „geschäftlichen Bezeichnung“ in § 5 Markengesetz um „Urheberbezeichnungen“ erweitert würde, worunter er den „Name[n], die Signatur und andere auf die Personen des Schöpfers von Werken im Sinne des Urheberrechts hinweisende Kennzeichen“ verstanden wissen will. Wilhelm Nordemann sprach sich in seinem 1991 veröffentlichten Vorschlag für eine Urhebervertragsgesetz für eine urheberpersönlichkeitsrechtliche Festigung aus, bei der § 13 UrhG um einen Absatz ergänzt werden sollte, wonach „der Urheber“ das Recht hat, „zu verlangen, daß ein von einem anderen geschaffenes Werk nicht als von ihm stammend bezeichnet wird“. Denn sei der Rechtsschutz der von Fälschungen betroffenen Künstler gegenwärtig „höchst unvollkommen“; der Vorschlag würde „die Ansprüche der Betroffenen auf eine sichere Grundlage […] stellen“ und außerdem im Interesse des engen Bandes von Urheberrecht und Schöpferpersönlichkeit gewährleisten, dass das Recht „dem Urheber und dessen Gesamtrechtsnachfolger“ – und nicht, wie bei persönlichkeitsrechtlichen Ansätzen, „den Angehörigen als solchen“ – zusteht.

### Österreich
Die herrschende österreichische Lehre sieht im Anerkennungsrecht des Urhebers aus § 20 Urheberrechtsgesetz keine Grundlage für einen Anspruch eines Dritten, gegen die falsche Zuschreibung eines Werkes vorzugehen. Anspruchsgrundlage gegen das „Unterschieben“ von Fremdwerken kann – analog zum deutschen Recht – insbesondere das Namensrecht (§ 43 ABGB) sein. Daneben kann auch das allgemeine Persönlichkeitsrecht herangezogen werden.
De lege ferenda hält Walter die Einführung eines urheberrechtsbasierten droit de non-paternité für überlegenswert. Eine entsprechende Regelung habe jedenfalls den Vorteil für sich, „die Legitimation zur Geltendmachung des postmortalen Schutzes in der Person der Urheberrechtserben klar zu umschreiben und die ‚Schutzdauer‘ mit derjenigen der allgemeinen urheberrechtlichen Schutzfrist eindeutig zu bestimmen, die in der Regel 70 Jahre post mortem auctoris beträgt“.

### Frankreich
Der französische Code de la propriété intellectuelle, hier zugrunde gelegt in der Fassung der Änderungen vom 9. Oktober 2016, gewährt in Art. L. 121-1 Abs. 1 das Recht des Urhebers auf Achtung seines Namens, seiner Urheberschaft (qualité) und seines Werks. Wie im deutschen Recht fehlt es zwar an einer urheberrechtlichen Regelung eines Rechts auf Anerkennung der Nichturheberschaft. Allerdings haben eine Reihe von Instanzgerichten einen solchen urheberpersönlichen Anspruch in der Vergangenheit gestützt auf Art. L. 121-1 Abs. 1 bejaht. In der Literatur wird demgegenüber überwiegend die Auffassung vertreten, dass die wahrheitswidrige Zuschreibung eines Werkes zu einem Dritten nicht in den Schutzbereich des Urheberrechts fällt, sondern über das Persönlichkeitsrecht des Betroffenen gelöst werden muss.
Wie im deutschen ist auch im französischen Recht das Anbringen einer falschen Urheberbezeichnung mitunter strafbewehrt. Nach Art. 1 des Gesetzes vom 9. Februar 1895 betreffend den Kunstbetrug (loi du 9 février 1895 sur les fraudes en matière artistique) steht das betrügerische Anbringen oder Zeigen eines fremden Namens auf einem Werk der Malerei, der plastischen Kunst, des Designs, der Zeichenkunst, der Gravur oder der Musik unter Strafe.
Ist eine Marke geeignet, die Öffentlichkeit über die Urheberschaft an einem Werk bzw. die Rechteinhaberschaft an einem verwandten Schutzrecht zu täuschen, liegt darin regelmäßig ein absolutes Schutzhindernis (Art. L. 711-3); der rechtmäßige Schutzrechtsinhaber kann sie bei schon bestehender Eintragung nach Art. 712-6 auf sich übertragen lassen.

### USA
In den Vereinigten Staaten ist ein droit de non-paternité grundsätzlich anerkannt. Die herangezogene Rechtsgrundlage (und damit auch der genaue Umfang) unterscheidet sich in der Rechtsprechung jedoch: So wird teilweise vertreten, es handele sich um einen Eingriff in das klassische tort of unfair competition. Teilweise subsumieren die Gerichte die falsche Urheberangabe auch den markenrechtlichen Verbotstatbeständen der “false description” oder der “false representation” im Sinne von Abschnitt 43(a) des Lanham Act (15 U.S.C. § 1125(a)). Wenn das untergeschobene Werk qualitativ minderwertig ist und dadurch den Ruf des behaupteten Urhebers schädigt, ist auch auf das tort of defamation abgestellt worden.

### Andere Länder
- Ägypten: Nicht im Urheberrechtsgesetz vorgesehen (Stand: 2016).[32]
- Australien: Das australische Urheberrecht sieht kein Recht vor, sich gegen die falsche Behauptung zur Wehr setzen zu können, Urheber eines fremden Werks zu sein. Umgekehrt ist jedoch ausdrücklich bestimmt, dass ein Urheber sich dagegen wehren kann, dass ein Dritter fälschlich die Urheberschaft an seinem Werk behauptet (Stand: 2016).[33]
- Belgien: Das belgische Urheberrechtsgesetz sieht keine spezifische Bestimmung gegen die falsche Zuschreibung eines Werkes vor; teilweise wird es in der Literatur aber als Umkehrschluss aus dem Anerkennungsrecht anerkannt (Stand: 2016).[34]
- Indien: Ein droit de non-paternité wird in der Literatur regelmäßig implizit aus dem urheberrechtlichen Anerkennungsrecht abgeleitet (Stand: 2016).[35]
- Israel: Bislang keine Rechtsprechung zu einer solchen Konstellation; Anspruchsgrundlage möglicherweise in Verleumdungsrechtsvorschriften (Stand: 2016).[36]
- Italien: Anerkannt als Ableitung aus dem allgemeinen zivilrechtlichen Namensrecht (Stand: 2016).[37]
- Kanada: Ein urheberrechtlicher Anspruch auf Anerkennung der Nichturheberschaft besteht nicht (Stand: 2016).[38] In Ontario Inc. v. Cineplex Odeon Corp.[39] entschied der Federal Court, dass das urheberrechtliche Anerkennungsrecht nicht verletzt ist, wenn über ein Unternehmen fälschlich behauptet wird, dieses sei Urheber eines in einem Musical verwendeten Werks, jedoch zugunsten des Fehlbezeichneten möglicherweise markenrechtliche Ansprüche bestehen.
- Niederlande: Nicht im Urheberrechtsgesetz vorgesehen (Stand: 2016).[40]
- Nordische Länder: In Schweden nicht im Urheberrechtsgesetz bestimmt; allgemeines zivilrechtliches Namensrecht steht aber der unzutreffenden Zuschreibung im kommerziellen Kontext entgegen. Nach dänischem Urheberrecht ist es unzulässig, jemandes Namen oder Signatur ohne dessen Zustimmung auf einem Kunstwerk anzubringen; auch darf der Name oder die Signatur eines Urhebers nicht solcherart auf einem Vervielfältigungsstück angebracht werden, dass die Vervielfältigung mit dem Original verwechselt werden könnte. Das norwegische und finnische Urheberrechtsgesetz enthalten ähnliche Regelungen (Stand: 2016).[41]
- Portugal: Nach portugiesischem Urheberrecht ist es einem Urheber nicht erlaubt, darin einzuwilligen, dass ihm ein fremdes Werk zugeschrieben wird. Dies wird darauf gegründet, dass die Öffentlichkeit über die Urheberschaft nicht im Unklaren sein soll (Stand: 2016).[42]
- Schweiz: Das schweizerische Urheberrechtsgesetz sieht keine eigene Bestimmung über ein droit de non-paternité vor. Schutz bietet in diesen Fällen das allgemeine Persönlichkeitsrecht (jedoch nur bis zum Tod des Betroffenen) (Stand: 2016).[43]
- Tschechien/Slowakei: Kein urheberrechtliches droit de non-paternité; Anspruchsgrundlage aber aus dem allgemeinen Persönlichkeitsrecht (und, abhängig von den Umständen, auch ggf. das Lauterkeits- und Markenrecht) (Stand: 2016).[44]